# Spanische Badmintonmeisterschaft 2006
Die Spanische Badmintonmeisterschaft 2006 fand in Saragossa statt. Es war die 25. Austragung der nationalen Titelkämpfe von Spanien im Badminton.

## Titelträger
| Disziplin    | Sieger                               |
| ------------ | ------------------------------------ |
| Herreneinzel | José Antonio Crespo                  |
| Dameneinzel  | Dolores Marco                        |
| Herrendoppel | Nicolás Escartín José Antonio Crespo |
| Damendoppel  | Ana Ferrer Yoana Martínez            |
| Mixed        | Sergio Llopis Dolores Marco          |